# هوندا سي بي 750
هوندا سي بي 750(بالإنجليزية: Honda CB750)‏ هي دراجة نارية من تصنيع هوندا.